# Mussola vera
La mussola vera (Mustelus mustelus) és una espècie de tauró carcariniforme de la família dels triàquids, d'interès comercial. En el cas de les mussoles es contraposa la de bona qualitat, anomenada mussola vera pels pescadors mallorquins, a la dolenta, dita mussola gavatxa pels pescadors valencians i mussola jueva pels mallorquins.

## Descripció
- Cos allargat i força cepat a la regió cefàlica.
- Musell cònic i agusat.
- Amb cinc parells de fenedures branquials, el darrer per sobre de l'aleta pectoral.
- Sense membrana nictitant.
- Dues aletes dorsals, aproximadament de les mateixes mides.
- Origen de la primera aleta dorsal, per davant de l'angle posterior intern de les aletes pectorals.
- Dents petites, romes i iguals en els dos maxil·lars, disposades en mosaic.
- Color gris uniforme, alguns cops amb taques fosques, amb els flancs més clars i el ventre blanquinós.
- La longitud màxima assolida per la femella és de 164 cm i pel mascle és de 110 cm.
- El mascle madura entre els 70 i 74 cm i la femella pels voltants dels 80 cm.

## Hàbitat
Prefereix nedar prop del fons però es pot trobar entre dues aigües. És relativament abundant en llocs de poca fondària de la plataforma continental, entre 5 i 50 m de profunditat. Acostuma a caçar durant la nit.

## Alimentació
Presenta una dentició adaptada a triturar conquilles de mol·luscs i closques de crustacis. Menja bàsicament llagosta, llamàntol, crancs, alguns cefalòpodes com el pop, i petits peixos de fons.

## Reproducció
És vivípar placentari. Es troben femelles gestants durant tot l'any. Pot tindre de 4 a 15 cries per ventrada, amb període de gestació de 10 mesos. Els petits, en néixer, fan uns 39 cm.

## Aprofitament
La seua carn és gustosa i es pot menjar fresca, salada o congelada. Es converteix molts cops en farina de peix. També es ven amb el nom de caçó. Del fetge se n'aprofita l'oli. L'arrossegament, el tresmall i el palangre són els arts emprats per a la captura. La forma jove s'anomena xancarella.